# Дубоссарський район (Придністров'я)
Ця стаття про район Придністровської Молдавської Республіки. Див. також Дубесарський район
Дубоссарський район — адміністративно-територіальна одиниця самопроголошенної невизнаної Придністровської Молдавської Республіки. На території району розташовані кілька сіл Дубесарського району Молдови.

## Історія
Район було створено 7 березня 1923 року у складі Одеської округи Одеської губернії. Постановою 3-ї сесії ВУЦВК VIII скликання від 12 жовтня 1924 р. переданий до складу Молдавської АРСР (Українська СРР).
2 серпня 1940 року на 3-й сесії Верховної Ради СРСР був прийнятий Закон про утворення союзної Молдавської Радянської Соціалістичної Республіки, до складу якої увійшов Дубоссарський район ліквідованої МАРСР.

## Географія
Район розташований у центральній частині ПМР. Він межує з Рибницьким та Григоріопольським районами ПМР, районами Кріулень та Дубасарь Молдови та Україною.

## Населення
- 1926 — 42 609
- 1939 — 41 742 (у т.ч. смт. Дубосари 4520)

Національний склад за переписом 2004 року:
- 18,780 (50.15 %) молдаван
- 10,594 (28.29 %) українців
- 7,125 (19.03 %) росіян
- 92 (0.25 %) гагаузів
- 134 (0.36 %) болгар
- 46 (0.12 %) циган
- 46 (0.12 %) євреїв
- 53 (0.14 %) поляків
- 185 (0.50 %) білорусів
- 63 (0.17 %) німців
- 126 (0.34 %) вірменів
- 205 (0.56 %) інших та незадекларованих.

| населений пункт     | населення | молдовани | росіяни | українці | болгари | інші  |
| ------------------- | --------- | --------- | ------- | -------- | ------- | ----- |
| Дубоссари           | 23650     | 37,8 %    | 24,9 %  | 34,1 %   | 0,4 %   | 2,8 % |
| Гармацьке           | 1271      | 89,0 %    | 1,4 %   | 8,5 %    | 0,2 %   | 0,9 % |
| Гояни               | 671       | 90,5 %    | 4,6 %   | 4,3 %    |         | 0,6 % |
| Ягорлик             | 13        | 38,5 %    | 23,1 %  | 38,5 %   |         |       |
| Дзержинське         | 1271      | 28,8 %    | 33,6 %  | 35,7 %   | 0,3 %   | 1,6 % |
| Дойбани             | 740       | 83,9 %    | 4,5 %   | 10,5 %   | 0,3 %   | 0,8 % |
| Дойбани 2           | 560       | 32,0 %    | 9,6 %   | 56,4 %   | 0,7 %   | 1,3 % |
| Койкове             | 601       | 20,8 %    | 13,5 %  | 59,9 %   |         | 5,8 % |
| Дубове              | 595       | 92,4 %    | 2,7 %   | 4,5 %    |         | 0,3 % |
| Нові Гояни          | 129       | 96,9 %    |         | 3,1 %    |         |       |
| Афанасіївка         | 154       | 87,0 %    | 7,1 %   | 5,8 %    |         |       |
| Калинівка           | 142       | 27,5 %    | 14,1 %  | 57,0 %   |         | 1,4 % |
| Красний Виноградар  | 577       | 60,5 %    | 8,5 %   | 28,1 %   | 0,9 %   | 2,1 % |
| Нова Олександрівка  | 92        | 93,5 %    | 1,1 %   | 4,3 %    |         | 1,1 % |
| Нова Лунга          | 140       | 85,7 %    | 0,7 %   | 12,1 %   | 0,7 %   | 0,7 % |
| Лунга               | 3271      | 67,4 %    | 13,3 %  | 16,9 %   | 0,3 %   | 2,1 % |
| Боска               | 84        | 64,3 %    | 1,2 %   | 32,1 %   |         | 2,4 % |
| Нова Кошниця        | 226       | 96,9 %    | 1,3 %   | 1,3 %    |         | 0,4 % |
| Нове Погреб'я       | 295       | 85,1 %    | 3,4 %   | 11,2 %   |         | 0,3 % |
| Нова Комісарівка    | 752       | 71,1 %    | 2,1 %   | 26,6 %   |         | 0,1 % |
| Роги                | 770       | 95,3 %    | 1,8 %   | 2,5 %    | 0,1 %   | 0,3 % |
| Цибулівка           | 1445      | 95,9 %    | 0,8 %   | 3,0 %    | 0,1 %   | 0,2 % |
| Дубоссарський район | 37449     | 50,1 %    | 19,0 %  | 28,3 %   | 0,4 %   | 2,2 % |